# Bursa verrucosa
Bursa verrucosa es una especie de molusco gasterópodo de la familia Bursidae.

## Distribución geográfica
Se encuentra  en partes de Australia, Nueva Zelanda en la Islas Kermadec.